# NGC 1023
NGC 1023 este o interacțiune de galaxii situată în constelația Perseu. A fost descoperită în 18 octombrie 1786 de către William Herschel. Se află la o distanță de 10,42 megaparseci de Pământ.